# Darfo Boario Terme
Darfo Boario Terme là một đô thị trong tỉnh tỉnh Brescia thuộc vùng Lombardia, Ý. Đô thị này có diện tích 36 km², dân số 14.571 người. Các đơn vị dân cư trực thuộc là: Darfo, Corna, Boario Terme, Montecchio, Erbanno, Gorzone, Angone, Pellalepre, Fucine, Bessimo, Capo di Lago.
Darfo Boario Terme giáp các đô thị: Angolo Terme, Artogne, Esine, Gianico, Piancogno, Rogno.